# Rana pyrenaica
Rana pyrenaica é uma espécie de anura da família Ranidae.
Pode ser encontrada nos seguintes países: França e Espanha.
Os seus habitats naturais são: rios e rios intermitentes.
Está ameaçada por perda de habitat.